# Esther Koplowitz

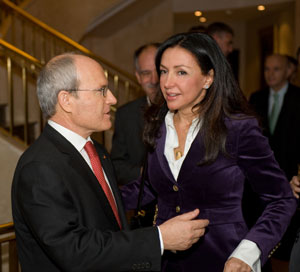
Esther Koplowitz (2008)

Esther Koplowitz, mit vollem Namen Esther María Koplowitz y Romero de Juseu, Marquesa de Casa Peñalver, (* 10. August 1950 in Madrid) ist eine spanische Geschäftsfrau. Sie ist immer noch maßgeblich an dem spanischen Baukonzern Fomento de Construcciones y Contratas (FCC) beteiligt und gilt als eine der reichsten Frauen Spaniens.

## Leben
Sie ist die Tochter von Ernst (Ernesto) Koplowitz, eines deutschen, 1908 in Gleiwitz in Oberschlesien geborenen Juden, und Esther Romero de Juseu y Armenteros, Tochter der Marquesa de Casa Peñalver, die 1946 geheiratet hatten. Sie hat eine jüngere Schwester namens Alicia.
Ernst Koplowitz hatte sich nach ausgedehnten Reisen Anfang der 1930er Jahre in Spanien niedergelassen, wo er eine Stellung bei AEG erhielt. Vor dem spanischen Bürgerkrieg wich er nach Frankreich aus, ging vor dem deutschen Einmarsch im Zweiten Weltkrieg aber wieder nach Spanien zurück, wo er zumindest vor der Naziverfolgung sicher war. 1952 kaufte er ein kleines Bauunternehmen namens Construcciones y Reparaciones, das er in Construcciones y Contratas (Cycsa) umbenannte.
Esther und Alicia besuchten das französische Gymnasium in Madrid (Liceo Francés de Madrid). 1962 starb ihr Vater bei einem Reitunfall, sechs Jahre später starb auch ihre Mutter. Ein Freund der Familie, Ramón Areces, der Gründer der Warenhauskette El Corte Inglés, führte das Bauunternehmen weiter.
Esther heiratete im Jahre 1969 Alberto Alcocer, sechs Monate darauf heiratete ihre Schwester Alicia dessen Cousin Alberto Cortina. Die Cousins, bekannt als los Albertos, traten in die Firma ein, deren Leitung sie 1972 übernahmen, während Ramón Areces sich auf die Position des Präsidenten zurückzog. Das Unternehmen wuchs beachtlich. 1987 verließ Ramón Areces allerdings das Unternehmen wegen Unstimmigkeiten mit den Albertos, die ihrerseits die Gesellschaft Ende der 80er Jahre verlassen mussten. Beide Schwestern reichten kurz danach die Scheidung ein. Esther Koplowitz hat aus der Ehe mit Alberto Alcocer drei Kinder namens Esther, Alicia und Carmen Alcocer Koplowitz.
Esther und Alicia Koplowitz führten das Unternehmen nach den  Scheidungen zunächst gemeinsam. 1998 trennten sie sich jedoch, Esther kaufte den Anteil ihrer Schwester. Wenige Monate später verkaufte sie 49 % von FCC an Vivendi (aus der später Veolia hervorging).
2003 heiratete sie Fernando Falcó, Marqués de Cubas. Die Ehe wurde 2009 geschieden.
Aus der kleinen Firma ihres Vaters war inzwischen das weltweit tätige Unternehmen Fomento de Construcciones y Contratas (FCC) geworden, eines der größten Baukonzerne in Europa mit rund 92.000 Mitarbeitern und einem Jahresumsatz von 12,7 Mrd. Euro im Jahre 2009. Sie beteiligt sich allerdings schon seit langem nicht unmittelbar an der Geschäftsführung, sondern nimmt ihre Interessen über ihre Position als Vizepräsidentin des Verwaltungsrates wahr.
Nach der spanischen Finanz- und Wirtschaftskrise führte FCC in den Jahren 2013 und 2014 Programme zur Kosten- und Schuldenreduzierung durch. 2013 erwarb Microsoft-Gründer Bill Gates 6 % der Aktien. Auch George Soros beteiligte sich Ende 2013 mit 3 % an dem Unternehmen. Im Dezember 2014 erwarb Carlos Slim Helú im Rahmen einer Kapitalerhöhung  25,6 % der Aktien. Ihr Anteil sank in der Zwischenzeit auf rund 20 %.
Ihre Tochter Esther Alcocer Koplowitz ist Präsidentin des aus 15 Personen bestehenden Verwaltungsrats (Consejo de Administración). Ihre beiden anderen Töchter Alicia und Carmen Alcocer Koplowitz sitzen ebenfalls im Verwaltungsrat. Carlos Slim und von ihm delegierte Personen haben 7 Sitze. Weitere 4 Sitze werden von Pablo Colio Abril, dem Consejero delegado (CEO) und 3 satzungsgemäß unabhängigen Personen eingenommen.
Esther Koplowitz engagiert sich mit ihrer  Fundación Esther Koplowitz in verschiedensten sozialen Projekten, vergibt Stipendien an Studenten und betreibt Seniorenheime unter anderem in Madrid.

### Auszeichnungen
Esther Koplowitz erhielt zahlreiche Auszeichnungen, unter anderem
- Gran Cruz Orden del Mérito Civil
- Medalla de Oro de la Comunidad de Madrid
- Premio Empresaria del Año (Business Leader of the Year)
- Ritter der Ehrenlegion[17]